# Gustav Adolfs landskommun, Västergötland
Gustav Adolfs landskommun var en tidigare kommun i Skaraborgs län.

## Administrativ historik
Den inrättades i Gustav Adolfs socken i Vartofta härad i Västergötland när 1862 års kommunalförordningar trädde i kraft den 1 januari 1863.
Vid kommunreformen 1952 uppgick området i Habo landskommun som 1971 ombildades till Habo kommun. 

## Politik

### Mandatfördelning i valen 1942-1946
| 4 | 7 | 9 |

| 19 |

| 5 | 8 | 7 |

| 19 |